# Tavoletta di Narmer

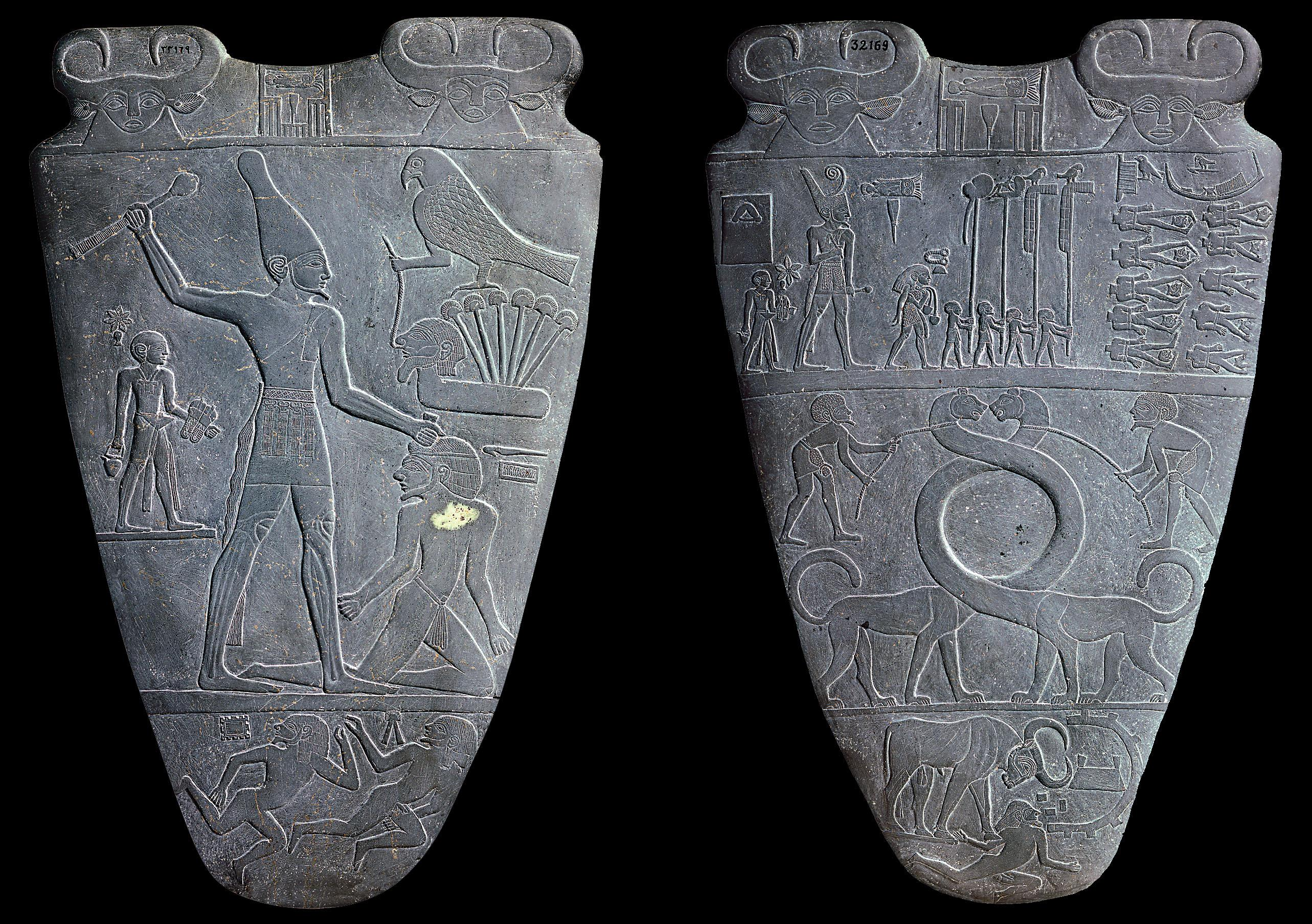
Dritto e rovescio della tavoletta di Narmer. Questo facsimile è esposto presso il Royal Ontario Museum di Toronto, in Canada

La Tavoletta di Narmer è una tavoletta e una lastra votiva e un importante reperto archeologico egizio, datato attorno al XXXI secolo a.C., contenente alcune delle più antiche iscrizioni geroglifiche rinvenute. Secondo alcuni rappresenterebbe l'unificazione dell'Alto Egitto e Basso Egitto effettuata da re Narmer, che taluni identificano con il faraone Menes. Su un lato il re viene raffigurato con la corona bianca a bulbo dell'Alto (meridionale) Egitto, e sull'altro lato il re indossa la corona rossa piatta del Basso (settentrionale) Egitto.
Assieme alla testa della mazza del re Scorpione e alla testa della mazza del re Narmer, trovate assieme nel "Deposito principale" a Ieracompoli, l'antica Nekhen, la tavoletta di Narmer fornisce una delle più antiche raffigurazioni conosciute di un re egizio. La tavoletta è realizzata secondo le numerose convenzioni classiche dell'arte egizia, già formalizzate al momento della creazione del manufatto. L'egittologo Bob Brier citando la tavoletta di Narmer l'ha definita "il primo documento storico al mondo".
La tavoletta, sopravvissuta per cinque millenni in condizioni quasi perfette, fu scoperta dagli archeologi britannici James E. Quibell e Frederick W. Green, in quello che chiamarono Deposito principale del Tempio di Horus a Ieracompoli, durante la stagione di scavi 1897-1898. Nella stessa sessione di scavi furono trovate le teste di mazza di Narmer e di Scorpione. Il luogo preciso e le circostanze esatte di questi ritrovamenti non furono registrati in modo chiaro da Quibell e Green. Infatti, il resoconto di Green pone la tavoletta in uno strato differente, a uno o due metri dal deposito, che è considerato più accurato sulla base delle note di scavo originali. È stato ipotizzato che questi oggetti fossero doni fatti al tempio da parte del re. Ieracompoli era l'antica capitale dell'Alto Egitto durante la fase dinastia 0 dell'Egitto.
Le tavolette venivano solitamente usate per la preparazione dei cosmetici, come l'impasto di polveri colorate, ma questa è troppo grande e pesante (ed elaborata) per essere stata creata per uso personale, ed era probabilmente un semplice oggetto votivo, creato apposta per il tempio. Secondo una teoria sarebbe stato usato per applicare i cosmetici alle statue degli dèi.
La tavoletta di Narmer fa parte della collezione permanente del museo del Cairo.

## Descrizione

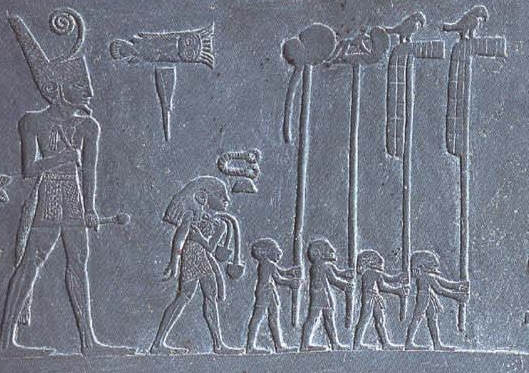
In alto verso sinistra, il pesce e lo scalpello, simboli fonetici che indicano il nome di Narmer

La tavoletta di Narmer è una lastra cerimoniale a forma di scudo, alta 64 cm, larga 42 cm e con uno spessore di 2,5 cm. È incisa in un singolo pezzo di siltite piatta di colore grigio-verde scuro, più genericamente citata con il nome di grovacca. 
La pietra è stata spesso erroneamente identificata in passato come ardesia o scisto. L'ardesia è fatta a strati ed è molto fragile, mentre lo scisto è una roccia metamorfica contenente grani di minerale grandi e distribuiti in modo casuale. Entrambe sono ben diverse dal materiale resistente a grana fine che costituisce la tavoletta e proveniente da una cava, utilizzata sin dall'era predinastica, situata a Uadi Hammamat. Questo materiale fu usato in maniera estensiva durante il periodo predinastico per la creazione di tali tavolette, ed anche per la produzione di statue dell'Antico Regno come quella del sovrano Khasekhemui appartenente alla II dinastia, trovata nello stesso complesso della tavoletta di Narmer a Ieracompoli, scolpita con lo stesso materiale.
Entrambi i lati della tavoletta sono decorati, incisi in rilievo. In cima ad entrambi i lati si trovano i serekht, motivi centrali a facciata di palazzo, che riportano all'interno i simboli n'r (pesce siluro) e mr (scalpello) rappresentazioni fonetiche del nome di Narmer. I serekht su ogni lato sono affiancati da una coppia di teste bovine con alte corna ricurve, rappresentazione dell'antica dea vacca Bat, personificazione del cosmo e della Via Lattea nella mitologia egizia dei periodi predinastico e dell'Antico Regno come dimostrano le cinque stelle puntiformi sulla fronte, sulle corna e vicino alle orecchie.

### Lato dritto

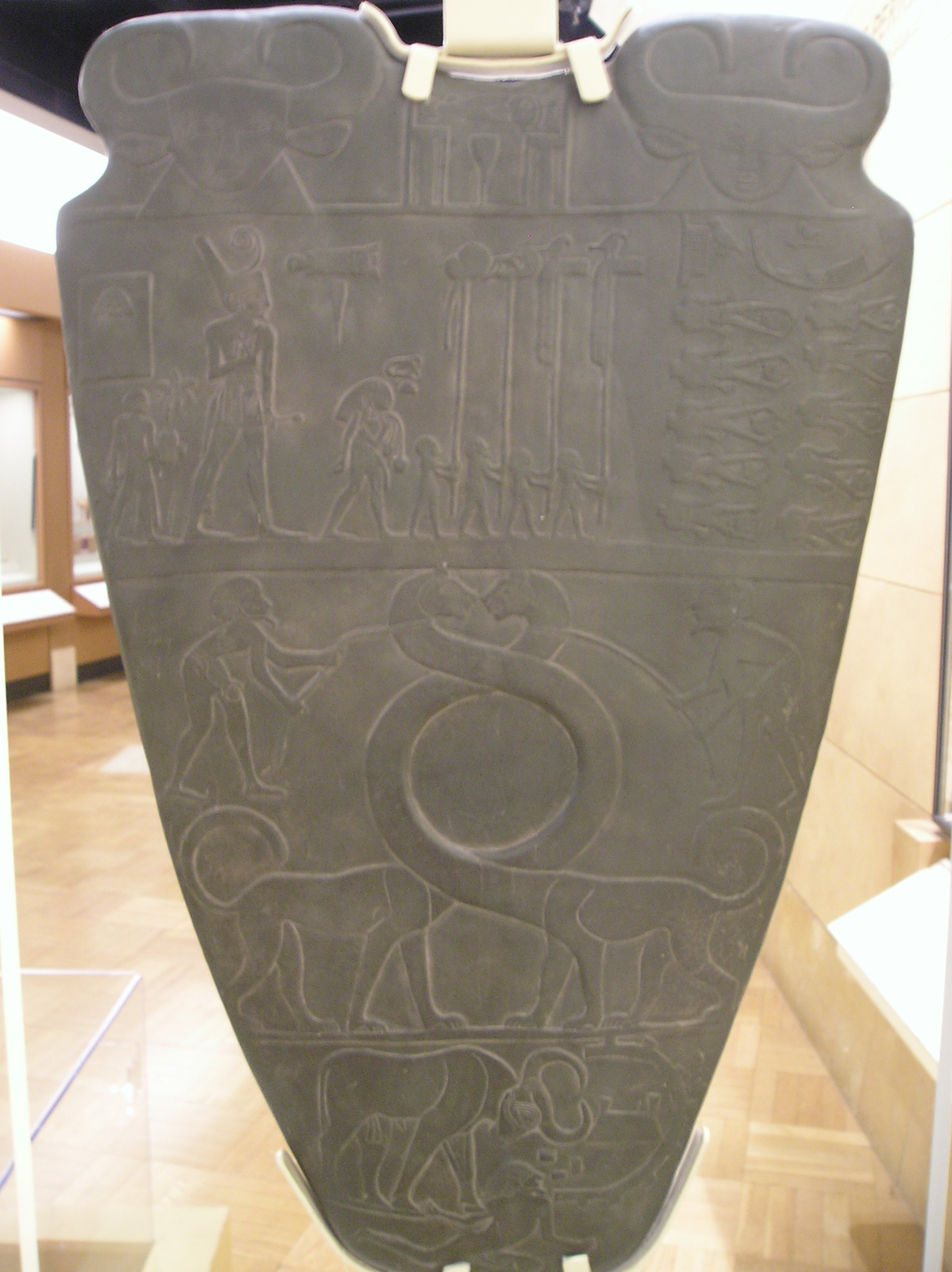
Diritto del facsimile della tavoletta di Narmer

Nel primo registro, sotto le teste bovine appare una processione, con Narmer trionfante alto quasi quanto l'intera sezione (una rappresentazione artistica tradizionale che ne enfatizza l'importanza) che indossa la corona rossa, detta "deshret", del Basso Egitto, il cui simbolo era il papiro.
Il sovrano è abbigliato con un gonnellino, detto "shendyt", dal quale pende la coda di toro simboleggiante "Horus Toro Possente" ed ha la barba posticcia intrecciata e ricurva come una divinità.
Tiene in mano la mazza del guerriero ed un flagello, due simboli tradizionali di regalità. Sulla sua destra si trovano i geroglifici che ne rappresentano il nome, anche se non sono contenuti in un serekht. 
Dietro di lui si trova il "Portatore di sandali", il cui nome potrebbe essere rappresentato dalla rosetta che appare vicino alla sua testa, ed un secondo simbolo rettangolare di non chiara interpretazione, ma che è stato ipotizzato che rappresenti una città o cittadella.
Subito davanti al faraone si trova un sacerdote vestito con una pelle di leopardo e con i capelli lunghi. Vicino, una coppia di geroglifici che sono stati interpretati come il suo nome: Tshet (ipotizzando che questi simboli abbiano lo stesso valore fonetico utilizzato nella successiva scrittura a geroglifici).
Davanti al sacerdote si trovano quattro portastendardi identificati nei Seguaci di Horo che sorreggono gli emblemi dei primi territori unificati quali:
- una placenta, simbolo del dio Khonsu indicante fertilità
- un canide che rappresenta Upuaut ovvero "Colui che apre la via"
- un uccello dal lungo becco associato alla Luna
- un uccello simbolo del culto del sole

All'estrema destra della scena, sotto la Barca sacra di Horo, si trovano dieci corpi decapitati, con le teste tra le gambe, che simbolizzano le vittime dell'azione militare contro Uash, città del Delta conquistata da Narmer.
Sopra di loro si trovano i simboli di una barca, un falcone, ed un arpione, che sono stati interpretati come i nomi delle città conquistate nella definitiva vittoria delle Anime di Nekhen sulle Anime di Buto.

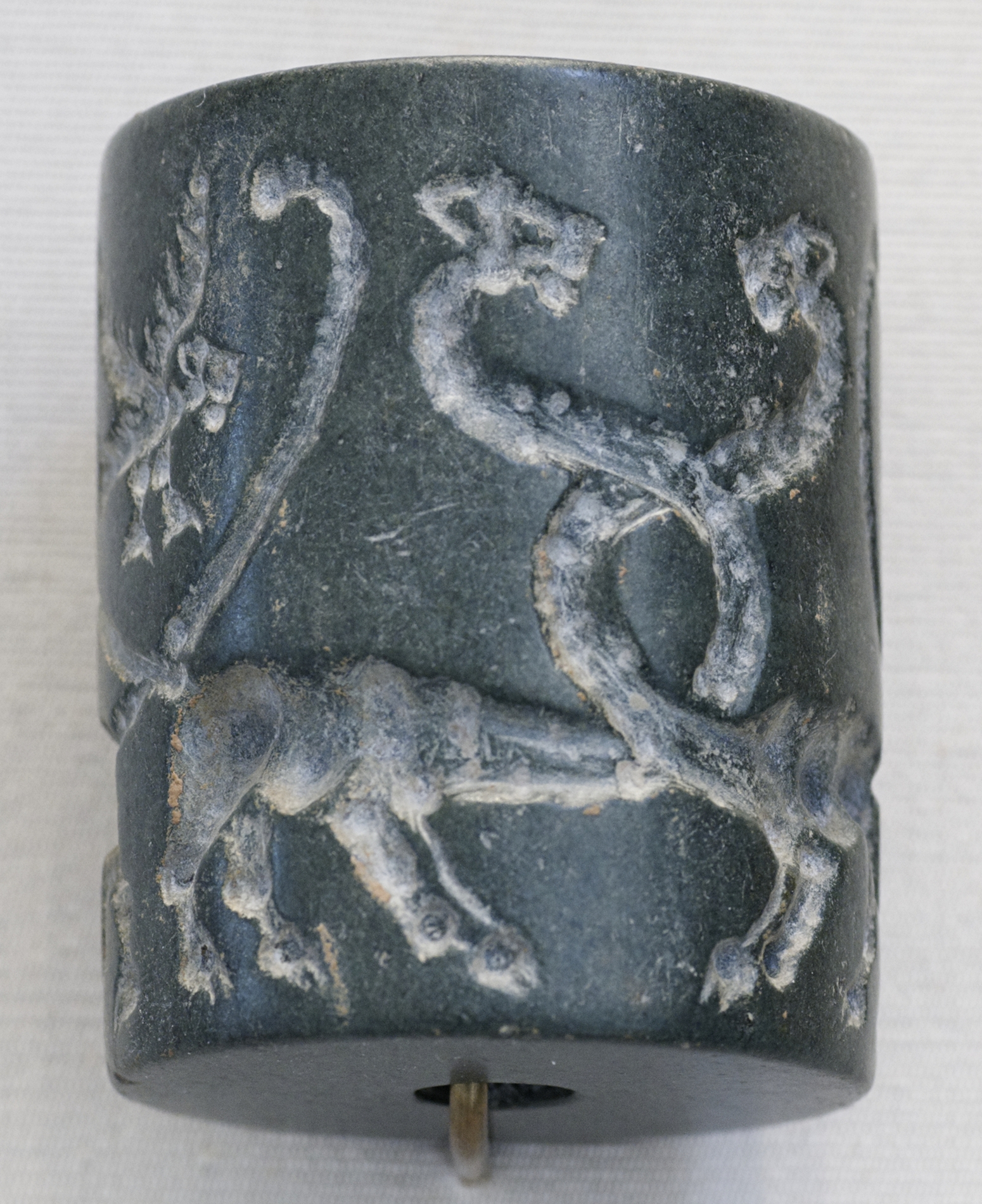
Sigillo cilindrico contemporaneo del 3000 a.C. proveniente da Uruk, che mostra un disegno simile di un serpopardo, esposto al museo del Louvre

Nel registro intermedio sotto alla processione, due servi stanno tenendo delle funi legate ai colli intrecciati di due serpopardi speculari, felini mitici con corpi di leopardo (o più probabilmente leonesse, dato che non sono raffigurate le macchie) e colli simili a serpenti, che rappresentano la vittoria del sovrano sul Caos.
Il cerchio formato dai colli esageratamente curvi si trova nella parte centrale della tavoletta, che sarebbe la zona in cui venivano polverizzati i minerali usati come cosmetici.
Questi animali sono stati considerati un ulteriore simbolismo dell'unificazione dell'Egitto, ma si tratta di un'immagine non riportata in nessun'altra opera egizia. Niente fa supporre che i due animali rappresentino regioni specifiche, nonostante che sia l'Alto Egitto sia il Basso Egitto avessero leonesse quali divinità protettrici ed i colli intrecciati potrebbero rappresentarne l'unificazione.
Immagini simili di animali mitologici sono conosciute anche in altre culture contemporanee e sono stati ritrovati altri manufatti tardo-predinastici, tra cui altre tavolette e manici di coltelli, che mostrano elementi simili provenienti dall'iconografia mesopotamica.
Nella parte bassa della tavoletta si vede il sovrano con sembianze di toro mentre assalta e demolisce le mura di una città fortificata e calpesta un nemico caduto. La testa abbassata nell'immagine, viene interpretata come il trionfo del re che sconfigge i nemici, da cui l'epiteto "Toro di sua madre" dato ai re egizi in quanto "figli" della divinità protettrice Bat, la dea vacca. Nei geroglifici dei periodi successivi, il toro acquisisce il significato di "forza".

### Lato rovescio

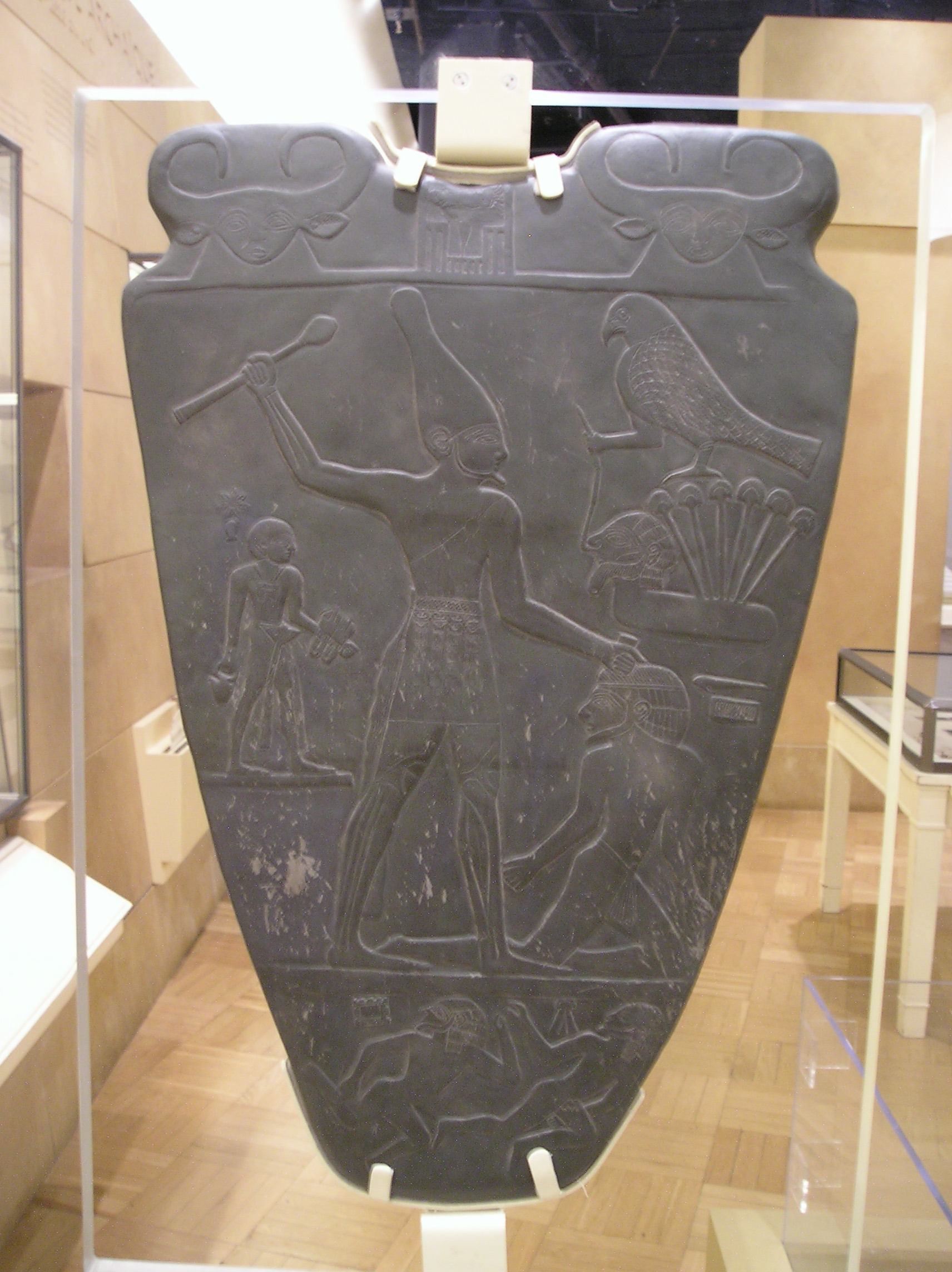
Rovescio del facsimile della tavoletta di Narmer

Ripetendo il primo registro (sezione) dell'altro lato, si trovano due teste bovine dalla faccia umana, che rappresentano la dea vacca protettrice Bat, mostrate frontalmente. Tra le due teste è inserito il serekht. Questa visione frontale è atipica per l'arte dell'antico Egitto, tranne che per le rappresentazioni di Hathor, che spesso appare anche in questo modo. Alcuni autori ipotizzano che queste immagini rappresentino il vigore del re paragonandolo a quello di una coppia di tori.
Una grande immagine al centro della tavoletta rappresenta Narmer mentre indossa la corona bianca dell'Alto Egitto, il cui simbolo era un loto in fiore mentre impugna la mazza piriforme da combattimento. È vestito con un gonnellino e dalla cintura pende la coda di toro, altro simbolo regale.
Alla sua sinistra si trova un dignitario abbigliato con un perizoma ed una collana, che tiene con una mano i sandali del re e con l'altra una brocca. A lato il simbolo di una rosetta e di un vasetto sferico. Alla destra del re si trova un prigioniero in ginocchio, che sta per essere colpito dal re che lo tiene per i capelli. Questa scena verrà riprodotta spesso nelle rappresentazioni del sovrano-conquistatore nei periodi storici egizi successivi alla Dinastia 0.
Vicino alla sua testa si trovano i glifi che indicano la Libia, regione da cui proviene il prigioniero. Sopra si trova il falco che rappresenta Horus, appollaiato su una serie di fiori di papiro, simbolo del Basso Egitto.
Tra i suoi artigli tiene un arpione attaccato al naso di una testa umana che emerge dalla palude, indicando che domina il respiro del nemico e quindi la vita. La serie di papiri sono state spesso interpretate come riferimento alle paludi della regione del delta del Nilo nel Basso Egitto oppure indicherebbero la battaglia si svolse in una zona paludosa ma anche che ogni fiore rappresenti 1000 nemici sottomessi in battaglia, per un totale, quindi di 6000 persone.
Sotto i piedi scalzi del re si trova una terza sezione, in cui sono raffigurati due nemici nudi con la barba ed in posizione scomposta. Sono stati uccisi, gettati nel fiume e disegnati come se fossero visti dall'alto. A sinistra della testa di ognuno di loro si trova un segno geroglifico: una città murata per il primo, un tipo di nodo per il secondo, che probabilmente indica il nome della città sconfitta.

## Dibattito sulla tavoletta
La tavoletta ha scatenato un acceso dibattito tra gli studiosi nel corso degli anni. In generale gli argomenti di discussione si dividono in due campi: studiosi che credono che la tavoletta rappresenti eventi reali, e studiosi secondo i quali si tratterebbe di un oggetto forgiato per creare il mito della riunificazione dell'Egitto fatta dal re. Si crede che la tavoletta raffiguri l'unificazione del Basso Egitto ad opera del sovrano dell'Alto Egitto, oppure che registri un recente successo militare sui Libici, o l'ultima roccaforte di una dinastia del Basso Egitto con base a Buto. Studiosi più recenti, quali Nicholas Millet, ipotizzano che la tavoletta non rappresenti eventi storici (come l'unificazione dell'Egitto), ma che piuttosto raffigurino eventi dell'anno in cui l'oggetto fu offerto al tempio. Whitney Davis ha ipotizzato che l'iconografia presente in questa ed in altre tavolette predinastiche sia volta a mostrare il re come metafora visiva del cacciatore conquistatore, colto nel momento in cui porta il colpo mortale ai propri nemici. John Baines ha ipotizzato che gli eventi raffigurati siano risultati ottenuti dai re del passato, e che "l'obiettivo principale di questo oggetto non sia quello di registrare avvenimenti, ma affermare che il re domina il mondo civilizzato nel nome degli dei, ed ha sconfitto le forze interne e soprattutto esterne del Caos".

## Posizione della tavoletta nel museo del Cairo
La tavoletta di Narmer si trova nel Museo di antichità egiziane del Cairo, ed è uno dei primi oggetti che i visitatori vedono entrando nel museo. Nel Journal d'Entrée è riportata col numero JE32169, e nel Catalogue Général col codice CG14716.

## Nella cultura di massa
La tavoletta di Narmer è stata mostrata nel film del 2009 intitolato Watchmen, in cui una versione ingrandita è presente nell'ufficio di Adrian Veidt (Ozymandias). Si tratta di un oggetto con grande simbolismo per Veidt, il quale è molto interessato alla storia egiziana e desidera unire il mondo.
La scrittrice australiana Jackie French utilizzò la tavoletta, e le recenti ricerche sulle rotte commerciali sumere, per scrivere il romanzo Pharaoh (2007). Nell'opera Narmer, giovane, viene influenzato dalla cultura sumera e tenta di unire le città situate lungo il Nilo.
La tavoletta viene mostrata dal professor Planika durante la sua prolusione in Cima delle nobildonne (1985) di Stefano D'Arrigo. Qui la placenta, portata in trionfo insieme alle altre insegne di Narmer, viene vista come monumento all'imprinting del faraone.
La tavoletta viene mostrata in un breve manga dello scrittore Yukinobu Hoshino, intitolato "Il tempio di El Alamein", in cui l'equipaggio di un carro armato tedesco scopre un tempio che contiene prove del fatto che gli antichi egizi utilizzarono i dinosauri per costruire le piramidi dell'era predinastica.